# Glanzloris
Die Glanzloris (Chalcopsitta) sind eine Gattung mittelgroßer und schlanker Papageien. Alle drei Arten sind auf den Salomon-Inseln und in Papua-Neuguinea heimisch. Der Name Chalcopsitta kommt aus den Griechischen, chalkos bedeutet „bronzefarben“ und psitta bedeutet „Papagei“.

## Merkmale
Alle vier Glanzloriarten sind zwischen 31 und 32 Zentimeter groß. Sie haben alle lange Schwänze und ein Stück entblößter Haut an der Basis des Unterschnabels. Die Arten weisen keinen Geschlechtsdimorphismus auf. Die Jungvögel haben ein matteres Gefieder und deutlich erkennbare Augenringe als die Altvögel.

## Nahrung
Ihre Nahrung besteht aus Früchten, Nektar und Pollen.

## Innere Systematik

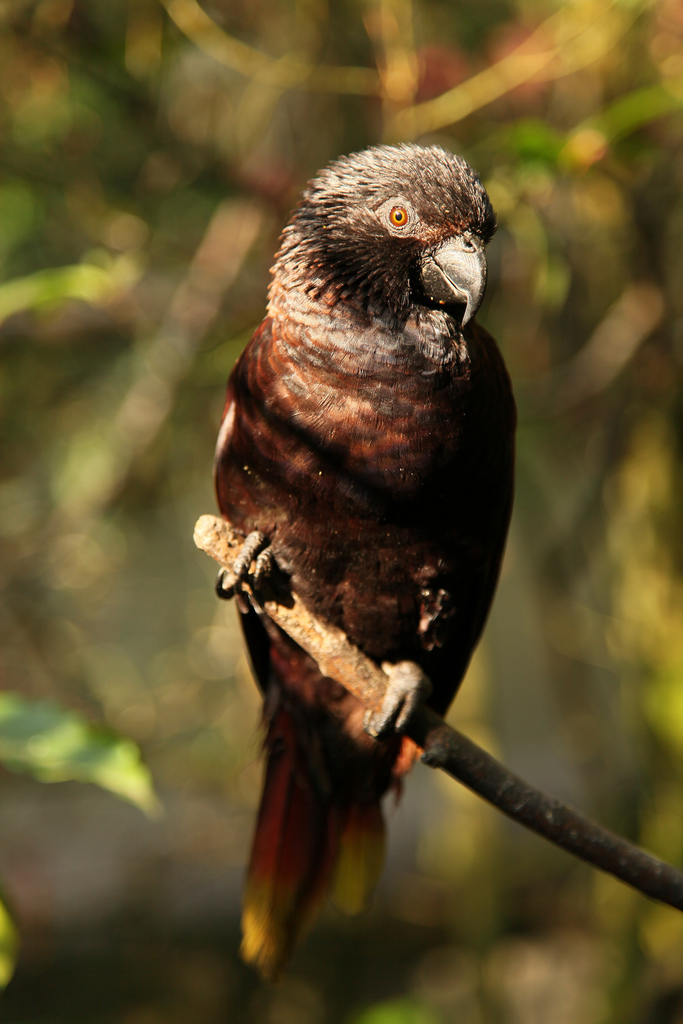
Schwarzlori
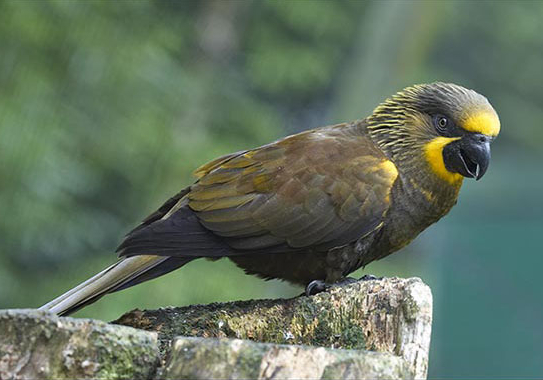
Braunlori
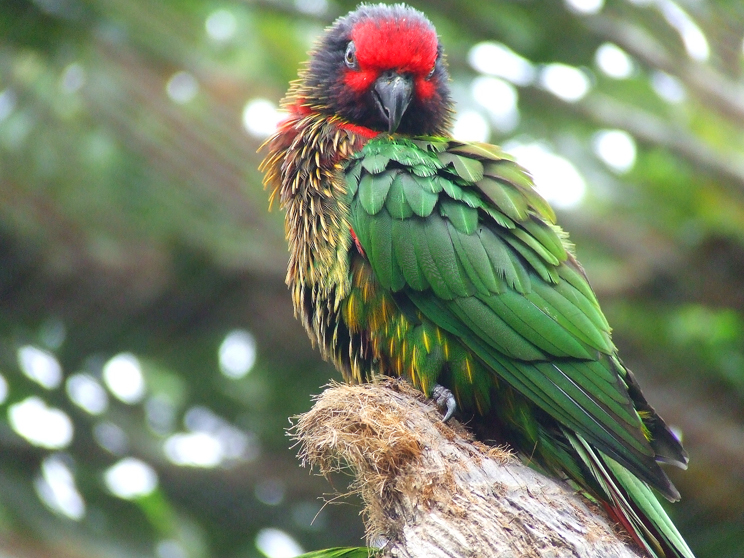
Schimmerlori

Folgende Arten und Unterarten gehören zur Gattung der Glanzloris (Chalcopsitta):
- Schwarzlori Chalcopsitta atra (Scopoli, 1786)
  - C. atra atra (Scopoli, 1786)
  - C. atra bernsteini (Rosenberg, 1861)
  - C. atra insignis (Oustalet, 1878)

- Braunlori Chalcopsitta duivenbodei (Dubois, 1884)

- Schimmerlori Chalcopsitta sintillata (Temminck, 1835)
  - C. sintillata chloroptera (Salvadori, 1876)
  - C. sintillata rubifrons (Gray, 1858)
  - C. sintillata sintillata (Temminck, 1835)